# Alapayevsk
Alapayevsk ((tiếng Nga: Алапа́евск)) là một thành phố tự quản, của Tỉnh Sverdlovsk, Nga. Thành phố có diện tích 95 km², là trung tâm của vùng đô thị Alapayevsk.